# Produzione cinematografica

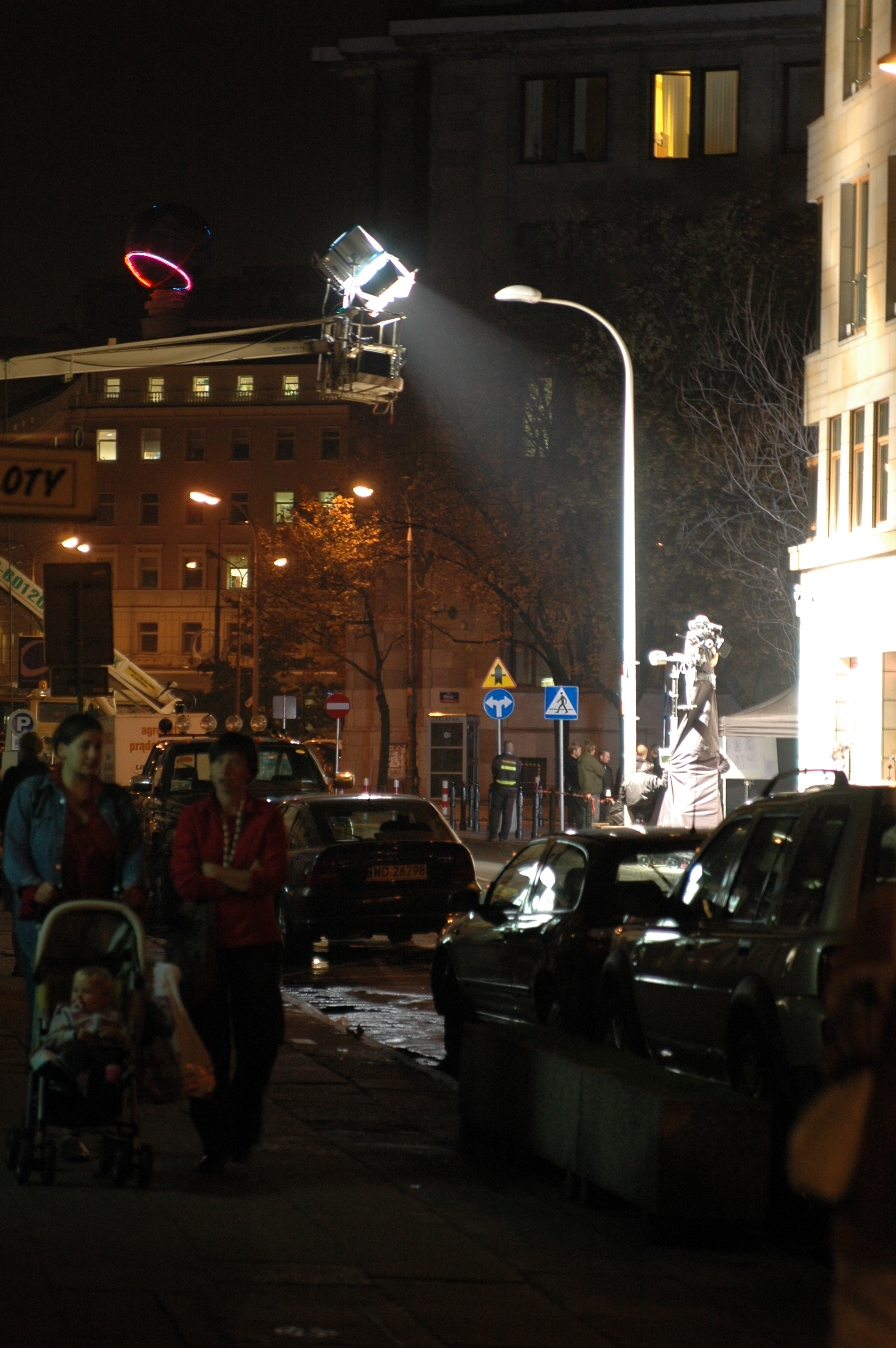
La realizzazione di un film nelle strade di Varsavia

La produzione cinematografica (talvolta anche con l'espressione inglese filmmaking) è il processo di creazione di un film. L'eterogeneo mondo del cinema ha portato da una parte ad avere film che mobilitano una macchina produttiva molto elaborata, dall'altra ad avere dei film che, prescindendo dall'aspetto industriale, tendono all'esercizio artistico o sono meglio concepibili come oggetti artigianali.

## Le fasi
Essenzialmente la realizzazione di un film consta in cinque fasi:
- Sviluppo
- Pre-produzione
- Lavorazione
- Post-produzione
- Distribuzione

## Sviluppo
La prima fase di una produzione cinematografica è sicuramente lo sviluppo del progetto, sino a quel momento non si ha ancora la certezza di poter realizzare il film, si ha soltanto l'idea. Pertanto occorre procedere al:
- Reperimento dei fondi
- Scrittura della sceneggiatura (originale o adattata)
- Scelta del cast

### Reperimento dei fondi per la realizzazione
È possibile trovare fondazioni disposte a investire sul progetto.

### Soggetto originale
Breve scritto (solitamente la lunghezza di un soggetto va dalle 3 alle 10 cartelle) che racconta la trama del film, fornendo in modo succinto un'idea dei tempi, dei luoghi, dei personaggi. Precede il trattamento e la sceneggiatura.

### Adattamento da opera originale
A seconda dell'opera in questione è necessario fare lavorazioni diverse.
Un soggetto tratto da un romanzo obbligherà il regista a cercare di riprodurre il più fedelmente possibile su pellicola quanto l'autore ha voluto dire nel testo.

### Sceneggiatura
È la descrizione dettagliata di ciò che dovrà essere il film, scena per scena, dialogo per dialogo compresa la descrizione di tutti i luoghi e gli oggetti presenti nell'inquadratura. La sceneggiatura viene scritta, solitamente, in forma letteraria e senza l'uso di termini tecnici (non si fa mai menzione, per esempio, del termine macchina da presa). Esistono tre diversi modi per scrivere sceneggiature: all'italiana, alla francese e all'americana. Quest'ultimo metodo è fortemente codificato ed è sicuramente il più diffuso. In esso una pagina corrisponde all'incirca a un minuto di film. Viene scritta con carattere Courier New, corpo 12, e prevede:
- intestazione per ogni scena con numero (progressivo) di scena, indicazione spaziale (INT./EST.), set (cioè l'ambiente dove l'azione si svolge) e indicazione temporale (GIORNO/NOTTE - ALBA/TRAMONTO);
- sommaria descrizione dell'ambiente (se è la prima volta che lo si vede), dei personaggi (il cui nome va scritto tutto in maiuscolo se è la prima volta che appaiono), delle loro azioni (impaginazione: da colonna 5 a colonna 65) 60 battute per riga, non giustificate);
- dialoghi, preceduti dal nome del personaggio (scritto in maiuscolo), non centrati (generalmente da colonna 20 a colonna 50) e di 30 battute per riga.

Es. intestazione di scena: 
1. EST. BAR DEL CENTRO. GIORNO.
(La scena n° 1 si svolge all'esterno di un bar del centro di giorno.)

## Pre-produzione
La pre-produzione è la vera e propria preparazione del film. Una volta che l'idea del film è stata sviluppata, ultimata la fase di sviluppo, con una sceneggiatura già pronta (tratta da un soggetto o scritta appositamente per il film) ed una volta individuate le persone chiave, principalmente il cast artistico del film e, soprattutto reperiti i fondi, si passa alla fase di pre-produzione al cui termine inizieranno le riprese del film.
Essenzialmente la pre-produzione ha le seguenti fasi:
- Spoglio della sceneggiatura (individuazione delle singole scene)
- Preventivo di spesa (budget)
- Registrazione della Colonna sonora
- Casting (inclusi comparse, controfigure, stuntman)
- Scelta delle location
- Provini
- Storyboard
- Costruzione del set

Inoltre in questa fase i fonici (sound designers) provvedono, qualora ne avessero bisogno, a procurarsi i suoni per le scene in cui non è possibile avere una registrazione su campo (ad es. esplosioni, incidenti di macchine, navi che affondano...).

### Trattamento
Il trattamento è la narrazione in forma estesa del soggetto; gli sceneggiatori lo considerano una specie di romanzo del film. I personaggi sono presentati in tutto il loro essere e con le loro storie anche se nel film non verranno "mostrate" o discusse.
I dialoghi restano scarsi e scarni dato che le situazioni non sono del tutto definite e delineate e si potrà far parlare meglio i personaggi quando tutti i dettagli e gli ambienti saranno chiari, quindi in fase di sceneggiatura.
È la fase in cui far comprendere le finalità del film al regista ed al produttore che dopo la lettura del trattamento potrà valutare l'impegno economico della produzione.

### Spoglio della sceneggiatura
Determina le pratiche necessarie per passare dalla sceneggiatura al set cinematografico. Il compito dello spoglio della sceneggiatura spetta solitamente all'aiuto regista.
Lo spoglio della sceneggiatura è una fase importante e di precisione, e si effettua per le singole scene; deve far emergere tutte le necessità, anche le meno evidenti. Avviene mediante la compilazione di modelli nei quali il direttore di produzione o l'aiuto regista fanno sì che emergano precise indicazioni quali: il set e la località dove si girerà la scena; i giorni previsti per la lavorazione; i personaggi più importanti, i meno, le comparse; il contenuto della scena; il necessario materiale (mobili, oggetti, decorazioni, ecc.), gli animali se previsti, i costumi, l'attrezzatura - macchina da presa o telecamera, gli obiettivi, i microfoni ecc.

### Storyboard
Lo storyboard è l'illustrazione della sceneggiatura realizzata con disegni. Il suo sviluppo è avvenuto in correlazione all'esplosione degli spot pubblicitari.

## Lavorazione

### Sopralluoghi
I sopralluoghi servono per accertarsi che le location scelte siano adatte alle condizioni di ripresa.
Il compito spetta alla produzione (location manager, aiuto regia, direttore della fotografia) e i fattori che determinano l'idoneità della location sono di tipo produttivo: disponibilità di corrente elettrica, condizioni luce, situazione audio, idoneità della location ad ospitare una troupe ed i conseguenti servizi necessari.
È fondamentale scattare molte foto da mostrare poi ai vari reparti, qualora questi avessero bisogno di precise indicazioni geografiche.

### Realizzazione dei costumi, delle scenografie, dei trucchi
I costumi ed i trucchi si occupano di due fasi entrambe fondamentali per la riuscita e per l'arricchimento dell'immagine basata sulla caratterizzazione di ambienti e personaggi. 
La prima è la fase di preparazione in cui, in accordo con il regista, vengono delineati i tratti psicologici e sociali dei protagonisti da esprimere attraverso la scelta di stile degli abiti e dell'ambiente in cui vivono. Ne segue un momento di ricerca sia creativa che pratica, di materiali per costumi e scenografia. 
Da uno spoglio dettagliato della sceneggiatura, vengono poi decisi, trovati o creati i cambi per i costumi, dai protagonisti alle comparse, mentre per la scenografia si delinea la scelta delle location, la creazione di nuovi ambienti o la modifica e l'arredamento di quelli già esistenti. 
La seconda fase di realizzazione va di pari passo al set e vi vengono preparati tutti i particolari che faranno parte della scena, dalla scenografia alla vestizione degli attori, al trucco. La realizzazione delle scene comprende anche il controllo e l'annotazione di ogni particolare, con l'aiuto di polaroid o fotografie digitali, per far coincidere i diversi tagli o le continuazioni di scene legate tra loro.
Ripresa: è la ripresa del film, ciò può avvenire nei luoghi prescritti nella sceneggiatura, con i propri attori, le proprie scene ecc.

### Sviluppo pellicola e stampa giornalieri
Terminate le riprese, la pellicola giunge al laboratorio di sviluppo e stampa, dove si ricava il negativo scena che viene stampato su una pellicola positiva (positivo scena). Questo procedimento avveniva fino a pochi anni fa, quando i film erano interamente realizzati in pellicola e venivano montati con la moviola meccanica. 
Oggi, si preferisce il sistema Digital Intermediate (D.I.) una lavorazione sempre su pellicola ma realizzata con l'ausilio di potenti macchine informatiche. Il negativo scena viene sviluppato e viene preparato per il telecinema, quindi si rimuove la polvere attraverso una lavatrice ad ultrasuoni. Al telecinema, il negativo viene riversato in modalità "luce unica" su due distinti videonastri: Digital Beta e BetaSP, con codici di riferimento (labroll, videotape, keycode e timecode). Il Digital Beta rimane al laboratorio di sviluppo e stampa come master per eventuali copie lavoro, mentre il BetaSP viene inviato al reparto montaggio assieme ad un floppy disk contenente il log del nastro, necessario per il montaggio.

## Post-produzione
La post-produzione è la fase che porterà alla distribuzione del film nelle sale cinematografiche, essa consiste nelle seguenti sotto-fasi:
- Montaggio (inquadrature)
- Registrazione della Colonna sonora
- Effetti speciali visivi e sonori
- Eventuale doppiaggio
- Montaggio (colonna sonora)
- Correzione del colore
- Stampa finale della copia del film (master)

### Montaggio
Montaggio delle inquadrature

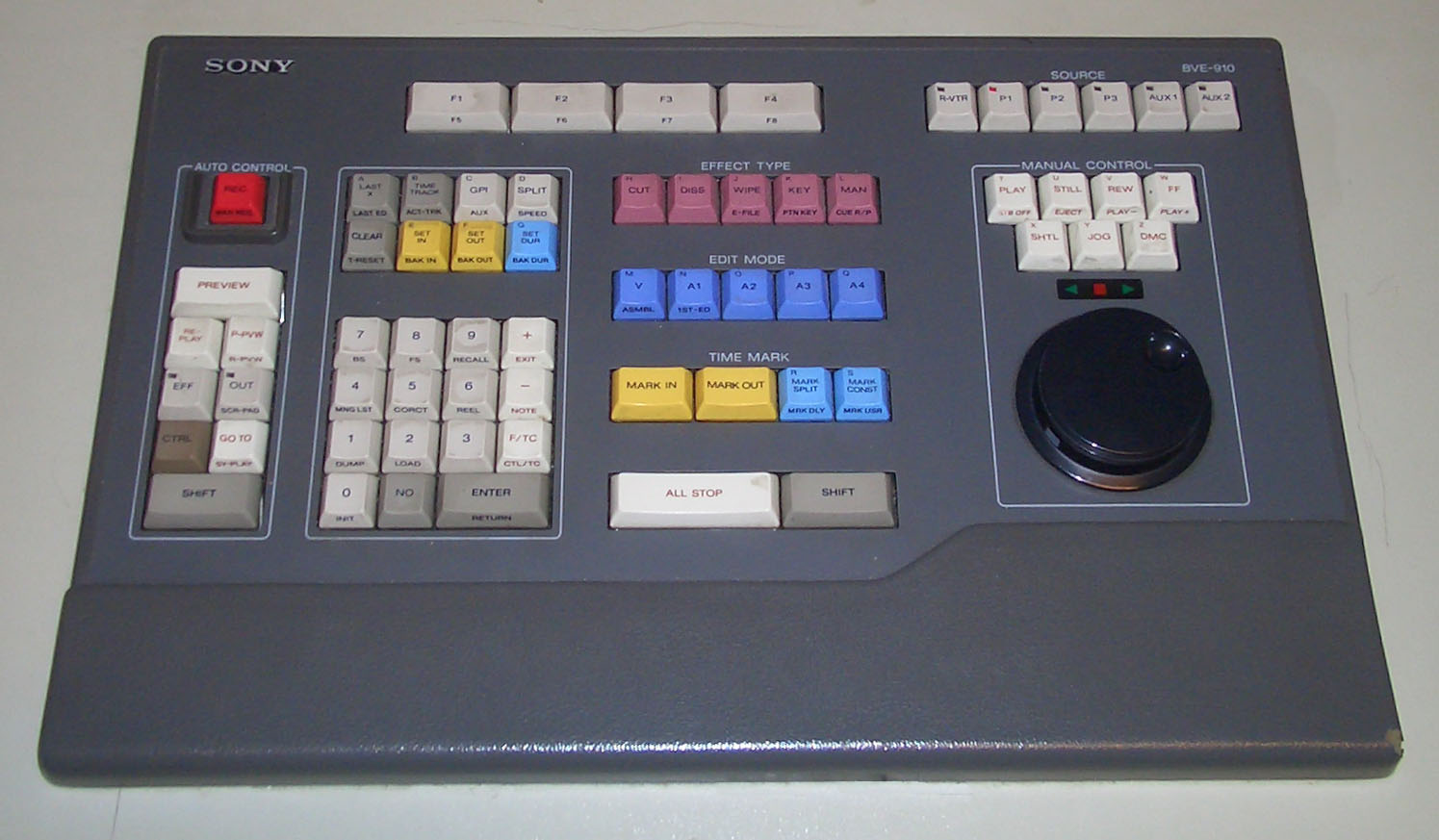
Centralina di montaggio lineare, marca Sony, modello BVE 910

Il montaggio è fattore fondamentale per la riuscita artistica del film e consiste nella scelta delle scene girate da utilizzare nel prodotto finito, attraverso un vero e proprio "montaggio" in sequenza degli spezzoni di pellicola. Oggi il montaggio è, nella maggior parte dei casi, digitale: la pellicola è cioè trasposta in dati informatici per poi essere più facilmente modificata ed anche lavorata attraverso l'uso di effetti speciali. Una volta il processo era artigianale, fatto attraverso forbici e colle speciali, ed altri strumenti che molti nostalgici rimpiangono.
Il montaggio è componente artistica, abbiamo detto, ecco perché alcuni grandi registi (quali ad esempio Chaplin e Kubrick) montavano di persona il film in apposite sale costruite anche in casa. Un cattivo montaggio, infatti, può peggiorare di molto il materiale girato.
Il grande regista russo Sergej Michajlovič Ėjzenštejn fu il primo a teorizzare il montaggio quale vero e proprio strumento artistico, che attraverso la correlazione o l'opposizione di due immagini in sequenza può dare un diverso senso ed assetto al film girato. Anche nel primo espressionismo tedesco (Wiene, Murnau, Lang) e nel surrealismo di Buñuel, il montaggio assume uno spessore fondamentale nella valenza del significato e del simbolismo interno al film.
Montaggio del suono
Il montaggio del suono, altra fase molto importante della produzione, consiste nel coordinare le immagini e i suoni in un unico flusso più o meno scorrevole. A seconda del tipo di produzione che si sta intraprendendo, si può avere montaggio di colonne sonore, suoni, rumori e voci di presa diretta, oppure in doppiaggio, cioè la registrazione di rumori, suoni o voce in studio, durante la post-produzione.
Fattore importantissimo nella presa diretta di audio e rumori è il sync, che consiste nell'allineamento di suono e immagine tramite l'ausilio di tecniche standard, di solito utilizzando il ciak:
Il ciak è formato da un'etichetta descrittiva (titolo del film, data, produttore, regista, bobina se in pellicola, scena, inquadratura, ripresa e nel caso di ciak più avanzati, un visualizzatore di codice SMPTE o altro tipo di world clock) e da una parte mobile attaccata a un perno, che va a colpire la parte superiore dove è situata l'etichetta. Il ciak, esposto e utilizzato in fronte alla camera viene chiuso con decisione, producendo appunto il suono da cui prende il suo nome, produce un forte picco in registrazione audio, esattamente coincidente con il momento in cui nel video le due parti (del ciak) entrano completamente in contatto, creando un momento di buio.
Unendo con software o stazioni di montaggio pellicola, il picco nell'audio con il buio del contatto, si avrà un sync preciso; l'audio e il video ovviamente dovranno avere qualità tecniche uguali (framerate, frequenza di campionamento, bit ecc).
Moltiplicando questo procedimento per tutte le scene, le inquadrature e i take del film e seguendone l'andamento sullo storyboard, si uniscono audio e video, che poi risulteranno sempre in sync.

### Doppiaggio
Quella procedura di campionamento dove la registrazione in presa diretta viene totalmente o parzialmente sostituita da quella in studio. Professionisti specializzati, sovrappongono la loro voce a quella mimata dall'attore, seguendone esattamente l'intonazione e la lunghezza. Il doppiaggio, viene eseguito seguendo lo storyboard e lo script.

### Effetti sonori
Il rumorista è colui il quale cerca di rendere il film più realistico aggiungendo dei disturbi tipici, come il traffico, la gente che parla ecc.

### Missaggio
Nel cinema e nella televisione si intende per missaggio l'operazione di integrazione, fusione, o sovrapposizione, in un unico supporto della colonna sonora, dei dialoghi, delle immagini e dei suoni di un film (registrati separatamente).

### Stampa del film
Il film, nella fase delle riprese, viene "girato" su un supporto di pellicola negativa, esattamente come un rullino fotografico viene usato per le immagini riprese da una macchina fotografica. Una volta terminate le riprese giornaliere il materiale viene consegnato ad un laboratorio dove viene sviluppato.
Dopo questa fase si passa, utilizzando una macchina che si chiama videoanalyzer, a dare la posa al negativo originale, cioè a determinare la quantità di luce e le dominanti cromatiche con cui ogni singola scena sarà stampata. Questo avviene di concerto con il direttore della fotografia, unico responsabile di questo processo.
Attraverso una macchina che legge le indicazioni date in precedenza si arriva alla stampa dell'interpositivo, il quale servirà per avere, tramite stampa a contatto, l'internegativo che verrà utilizzato per stampare la copia da proiezione (positiva) cioè l'immagine che poi tutti gli spettatori vedranno al cinema.
Internegativo
Con internegativo si intende un negativo, stampato da un positivo, che permette di ottenere più copie positive. Il positivo da cui si ottiene l'internegativo può essere un positivo originale su pellicola invertibile, oppure una stampa positiva.
Interpositivo
Con interpositivo si intende un positivo, stampato da un negativo, che permette di duplicare il positivo stesso. Gli interpositivi in bianco e nero a grana fine e basso contrasto sono usualmente chiamati "lavander" (cioè lavanda, dall'inglese), dal nome con cui viene di solito chiamata la pellicola usata, che presenta appunto una dominante lavanda.